# Time Control
Time Control è un album in studio della pianista jazz giapponese Hiromi Uehara, pubblicato nel 2007 a nome Hiromi's Sonicbloom.

## Tracce
1. Time Difference – 6:19
2. Time Out – 6:39
3. Time Travel – 8:37
4. Deep into the Night – 9:02
5. Real Clock vs. Body Clock = Jet Lag – 5:53
6. Time and Space – 7:55
7. Time Control, or Controlled by Time – 8:29
8. Time Flies – 8:01
9. Time's Up – 0:47

## Formazione
- Hiromi Uehara - piano
- Tony Grey - basso
- Martin Valihora - batteria
- David Fiuczynski - chitarra